# Österreichisches Städtebuch
Das Österreichische Städtebuch ist eine vom Verlag der Österreichischen Akademie der Wissenschaften herausgegebene, nach Bundesländern geordnete Buchreihe, die der historischen und statistischen Gesamtdarstellung der österreichischen Gemeinden mit Stadtrechtsstatus dient. Vorläufer war das aus Anlass eines demographischen Kongresses begonnene und zwischen 1887 und 1918 erschienene Österreichische Städtebuch, von dem 15 Ausgaben existieren. Das Österreichische Städtebuch ist, ähnlich den Projekten Österreichisches Biographisches Lexikon 1815–1950 und Die Habsburgermonarchie 1848–1918, eines der langfristigen Publikations- und Editionsvorhaben, die durch die Österreichische Akademie der Wissenschaften getragen werden.

## Bisher erschienene Bände
- Band 1: Die Städte Oberösterreichs. Redaktion Herbert Knittler. Wien: Verlag der Österreichischen Akademie der Wissenschaften, 1968. ISBN 3-7001-0541-X

- Band 2: Die Städte des Burgenlandes. Redaktion Ernö Deák. 2., überarbeitete und erweiterte Aufl. Wien: Verlag der Österreichischen Akademie der Wissenschaften, 1996. ISBN 3-7001-2580-1.

- Band 3: Die Städte Vorarlbergs. Redaktion Franz Baltzarek, Johanne Pradel unter Mitarbeit von Roman Sandgruber. Wien: Verlag der Österreichischen Akademie der Wissenschaften, 1973. ISBN 3-85119-112-9.

- Band 4/1: Die Städte Niederösterreichs. 1. Teil A-G (mit Pulkau und St. Valentin). Redaktion Friederike Goldmann unter Mitarbeit von Ernö Deák und Werner Berthold. Wien: Verlag der Österreichischen Akademie der Wissenschaften, 1988. ISBN 3-7001-1419-2.

- Band 4/2:  Die Städte Niederösterreichs. 2. Teil H-P. Redaktion Friederike Goldmann, Evelin Oberhammer, Johanne Pradel. Wien: Verlag der Österreichischen Akademie der Wissenschaften, 1976. ISBN 3-7001-0485-5.

- Band 4/3: Die Städte Niederösterreichs. 3. Teil R-Z. Redaktion Friederike Goldmann unter Mitarbeit von Ernö Deák und Johanne Pradel. Wien: Verlag der Österreichischen Akademie der Wissenschaften, 1982. ISBN 3-7001-0459-6.

- Band 5/1: Die Städte Tirols. 1. Teil Bundesland Tirol. Von Franz-Heinz Hye mit Beiträgen von Franz Huter, Rudolf Palme, Meinrad Pizzinini. Wien: Verlag der Österreichischen Akademie der Wissenschaften, 1980. ISBN 3-7001-0372-7.

- Band 5/2: Die Städte Tirols. 2. Teil: Südtirol. Von Franz-Heinz Hye, Universitätsverlag Wagner, 2001 (=Schlern-Schriften 313). ISBN 3-7030-0353-7

- Band 6/3: Die Städte der Steiermark. 2. Teil J-L. Redaktion Friederike Goldmann, Robert F. Hausmann. Wien: Verlag der Österreichischen Akademie der Wissenschaften, 1990. ISBN 3-7001-1823-6

- Band 6/4: Die Städte der Steiermark. 3. Teil M-Z. Redaktion Friederike Goldmann, Nikolaus Reisinger. Wien: Verlag der Österreichischen Akademie der Wissenschaften, 1995. ISBN 3-7001-2521-6.

- Band 7: Die Stadt Wien. Peter Csendes, Ferdinand Opll (Hgg.), Redaktion Friederike Goldmann. Wien: Verlag der Österreichischen Akademie der Wissenschaften, 1999. ISBN 3-7001-2737-5.

In Vorbereitung
Band 6/1 Die Stadt Graz
Band 6/2 Die Städte der Steiermark. 1. Teil A-H
Band 8 Kärnten

## Weblink
- Verlagsübersicht über das aktuelle Österreichische Städtebuch